# Anatoli Maslionkin
Anatoli Yevstignéyevich Maslionkin (en ruso: Анатолий Евстигнеевич Маслёнкин; 29 de junio de 1930—16 de mayo de 1988, Moscú) fue un futbolista internacional soviético que jugó durante la mayor parte de su carrera deportiva en el Spartak Moscú.

## Selección nacional
Maslionkin jugó 33 partidos con el equipo nacional de fútbol de la Unión Soviética y participó en dos Copas Mundiales (1958 y 1962), así como en la primera Copa de Naciones de Europa en 1960, donde los soviéticos fueron campeones. 
También ganó la medalla de oro en el Fútbol en los Juegos Olímpicos de Verano de 1956.

## Palmarés

### Como jugador

#### Torneos nacionales
| Título                      | Equipo           | País            | Año  |
| --------------------------- | ---------------- | --------------- | ---- |
| Primera división de la URSS | FC Spartak Moscú | Unión Soviética | 1956 |
| Primera división de la URSS | FC Spartak Moscú | Unión Soviética | 1958 |
| Copa de la URSS             | FC Spartak Moscú | Unión Soviética | 1958 |
| Primera división de la URSS | FC Spartak Moscú | Unión Soviética | 1962 |

#### Torneos internacionales
| Título           | Equipo               | Sede      | Año  |
| ---------------- | -------------------- | --------- | ---- |
| Juegos Olímpicos | Selección de la URSS | Melbourne | 1956 |
| Eurocopa         | Selección de la URSS | Francia   | 1960 |